# Музей природы Воронежского заповедника
Музей природы  — музей на территории центральной усадьбы Воронежского биосферного заповедника в Воронежской области. Площадь экспозиции — более 800 м². Занимается продвижением научных знаний о природе в обществе.
На двух этажах музея расположены пять залов с экспозициями образцов животных и растений заповедника, макеты, информационные стенды, этномологические коллекции. В музее также проходят выставки рисунков и фотографий.

## История
Музей был создан для знакомства и просвещения с природой Воронежского края. Важность музея обуславливается режимом работой заповедника, где на большинство территории вход для посетителей запрещён.
Основан в 1934 году зоологом Вильгельмом Казимировичем Хлебовичем и является одним из старейших музеев при заповеднике.
С 1934 по 1941 года не было штатных сотрудников музея. Работой занимались научные сотрудники заповедника, осуществляющие сбор различных материалов. В 1938 году оформление биогрупп из чучел, посвящённым жизни отдельных животных.
Во время войны эвакуация научных коллекции в тыл, выставочные экспонаты не вывозились. В 1943 году возвращение коллекций, с фронта возвращаются сотрудники музея.
В нынешнее здание музей переехал в 1984 году. В 2017 году была открыта новая экспозиция с большим количеством интерактивных экспонатов и большим интерактивным макетом Усманского бора. В четырёх залах музея на площади более 800 м² представлены 50 воссозданных уголков леса, в том числе диарамы, богатый гербарий, этимологическая коллекция, большое количество схем описывающих геологию и гидрологию заповедника.

## Экспозиции музея

Зайцы
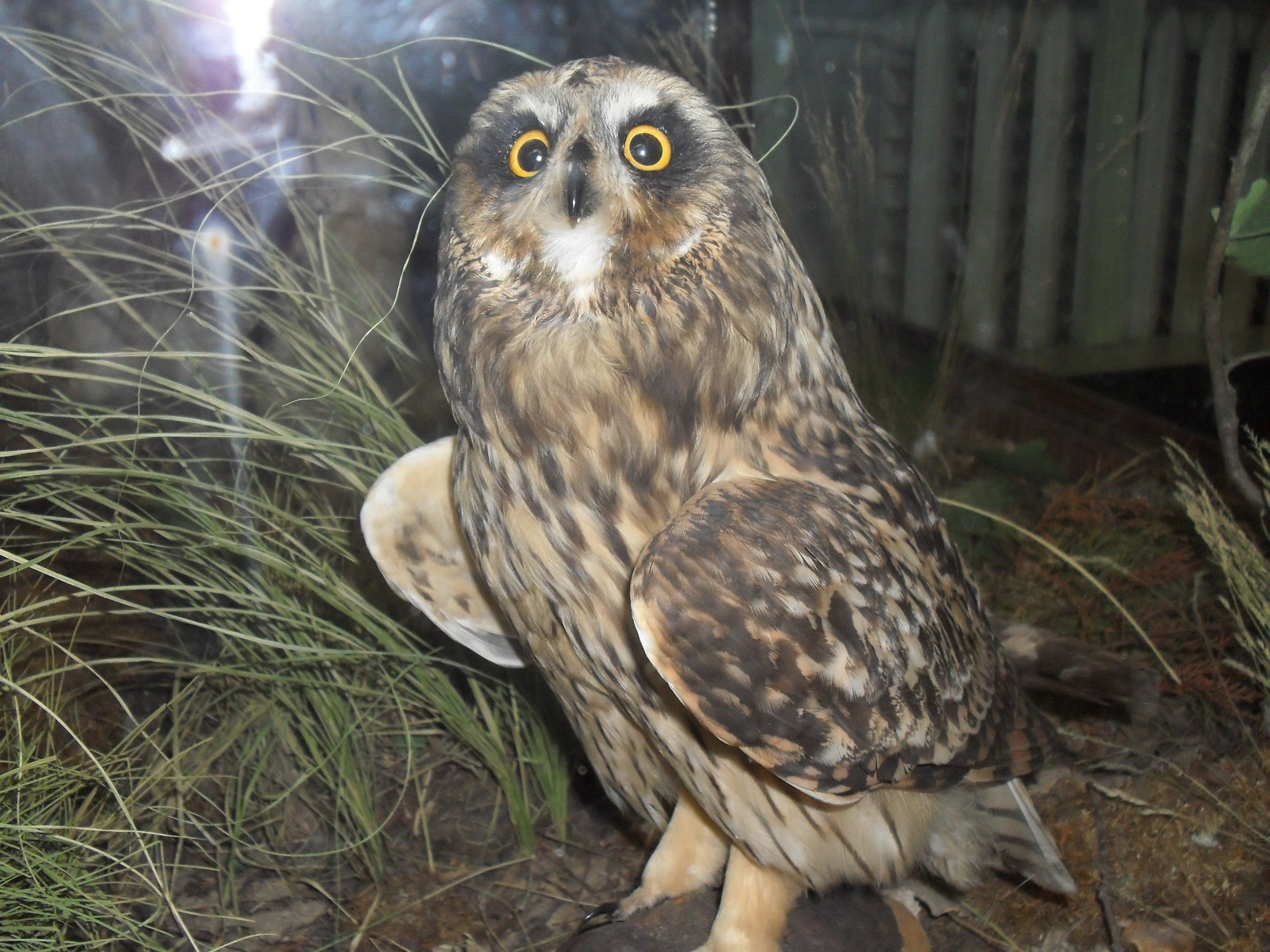
Хищная птица семейства совиных
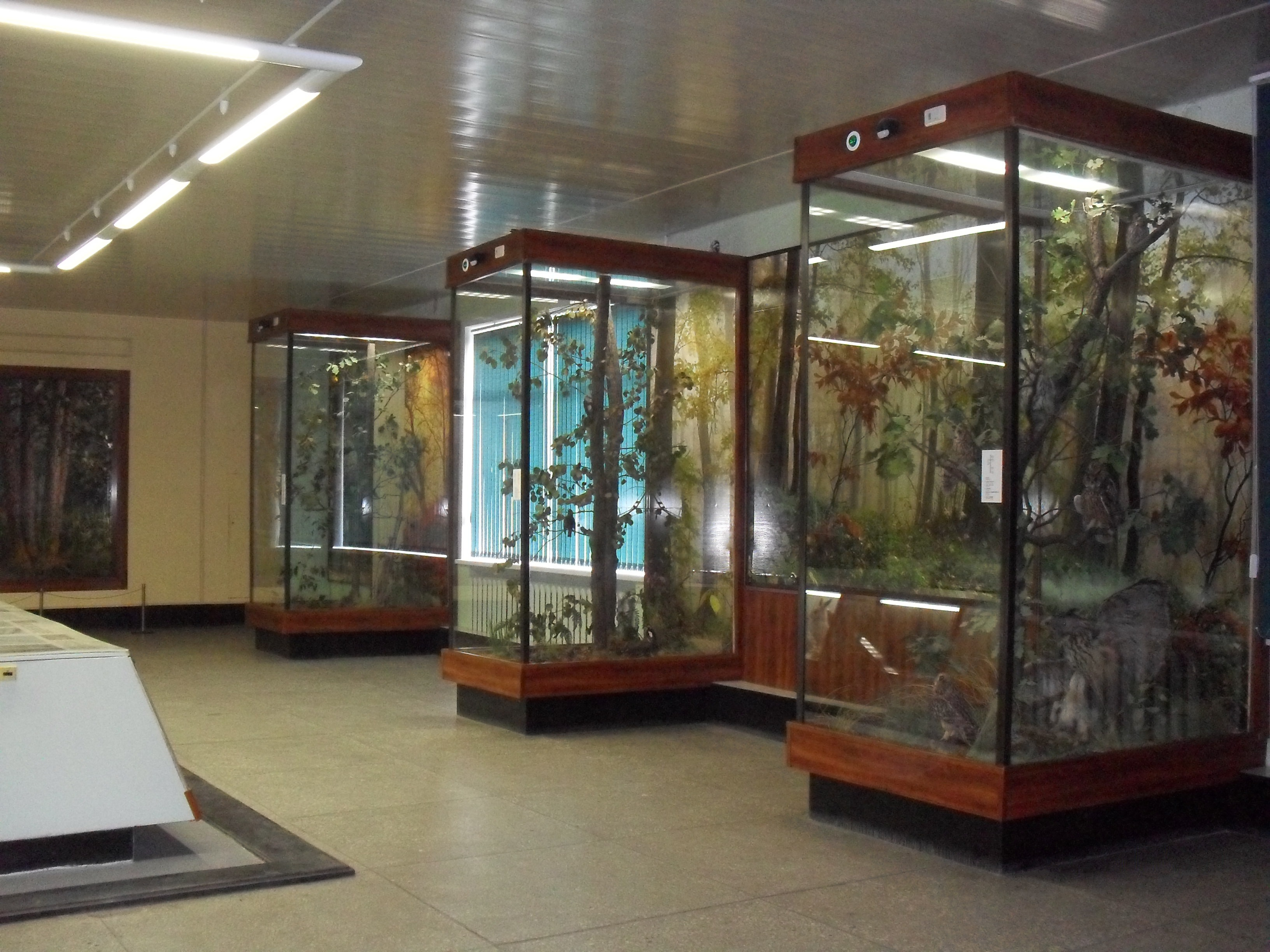
В одной из комнат музея
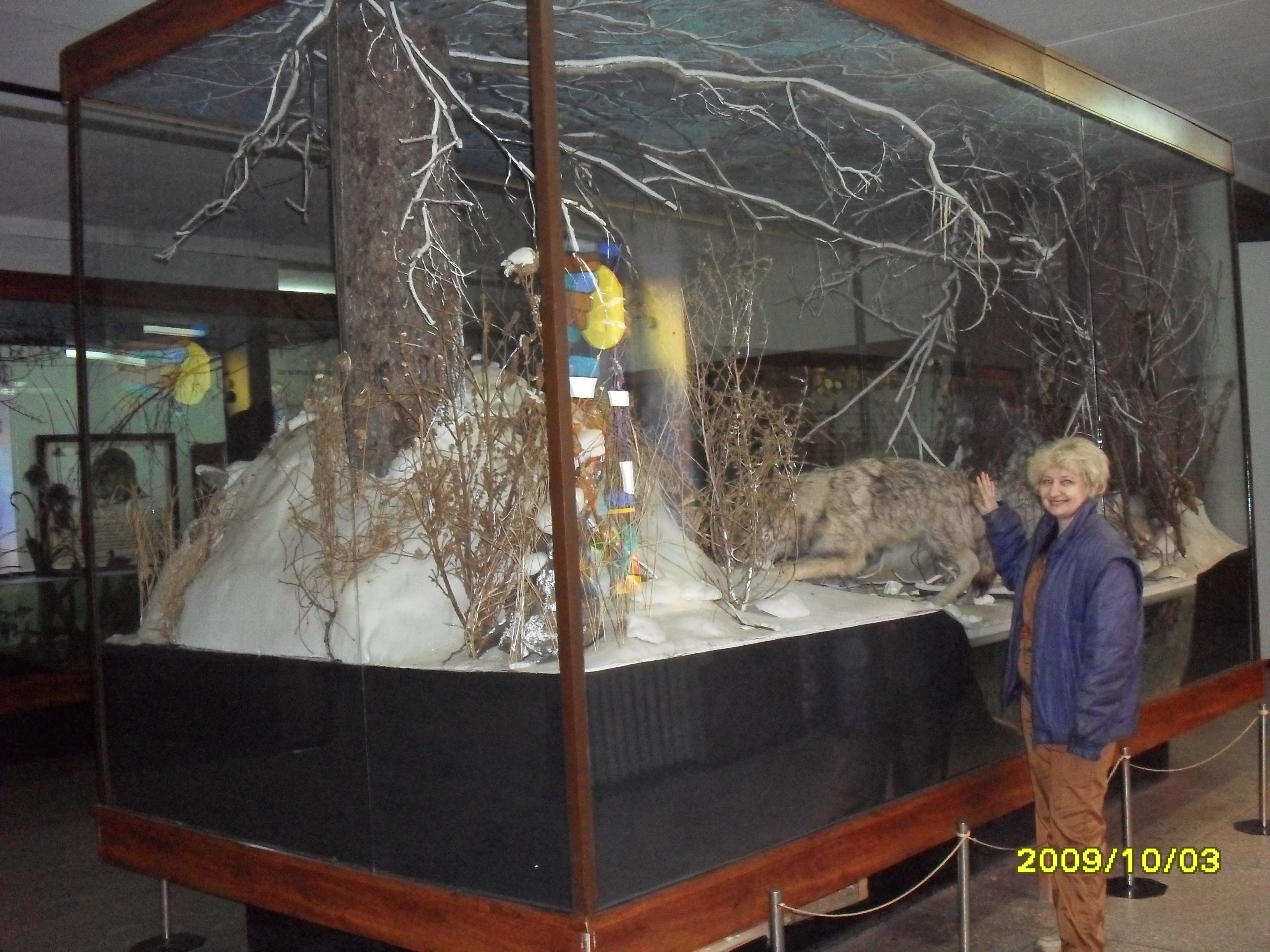
Стенд с волками
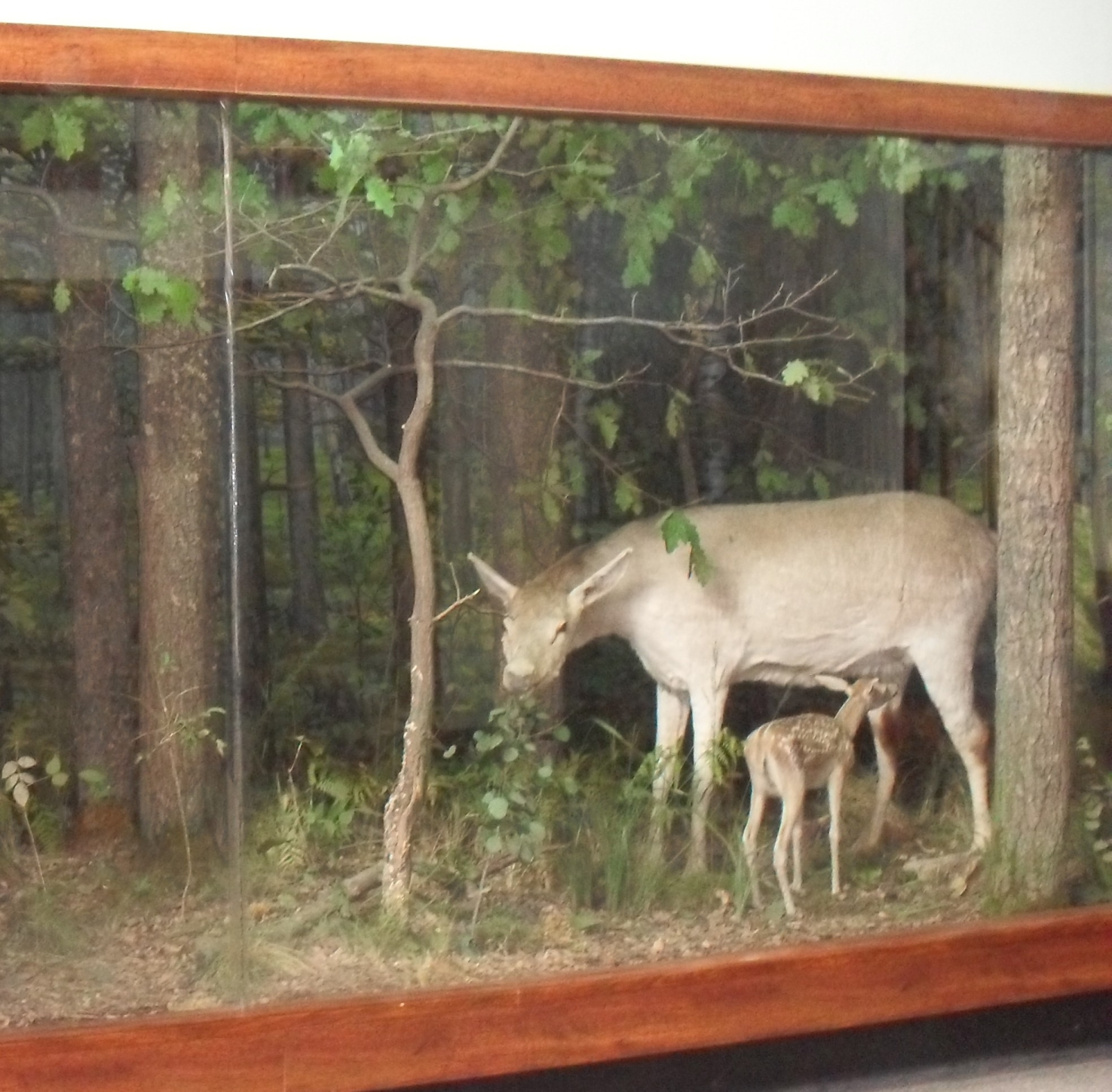
Стенд с оленями